# Бурджалян, Аркадий Сергеевич
Арка́дий Серге́евич Бурджаля́н (арм. Արշակ Սարգսի Բուրջալյան 26 декабря 1879 [7 января 1880], Астрахань, Астраханская губерния, Российская империя — 4 сентября 1946, Тбилиси, Армянская ССР, СССР) — армянский и советский актёр и режиссёр, заслуженный деятель искусств Армянской ССР (1934).
Младший брат русского актёра Георгия Бурджалова (Бурджаляна). С 1896 участник Общества искусства и литературы (Москва), организованного Станиславским.

## Творчество

### Театральные работы
Был актёром и режиссёром театра «Летучая мышь» (1908), Театра Корша (1913-17) в Москве.
В 1924-27 режиссёр 1-го Государственного театра в Ереване, в 1941-43 Ленинаканского театра им. Мравяна. Один из основателей Армянского театра оперы и балета им. А. Спендиарова (Ереван), в 1933-38 главный режиссёр этого театра. Одним из первых ввёл в практику армянского театра принципы системы Станиславского.
В театре имени Сундукяна в Ереване им были поставлены спектакли:
1923
- «Мнимый больной» Мольера
- «Ревизор» Н. В. Гоголя

1924
- «Освобождённый Дон-Кихот» Луначарского
- «Красная маска» Луначарского
- «Проделки Скапена» Мольера
- «Храбрый Назар» Демирчяна

1925
- «Анна Кристи» Ю. О’Нила
- «Герой поневоле» Юрина
- «Павел I» Мережковского
- «Собака садовника» («Собака на сене») Лопе де Вега

1926
- «Мандат» Эрдмана
- «Венецианский купец» У. Шекспира

1927
- «Кум Моргана» А. М. Ширванзаде. Режиссёр: А. С. Бурджалян

1929
- «Приговор» Левитина (Бурджалян)